# 6 uur van Fuji 2016
De 6 uur van Fuji 2016 was de zevende race van het FIA World Endurance Championship-seizoen 2016. De race werd verreden op 16 oktober 2016 op de Fuji Speedway nabij Oyama, Japan.
De race werd gewonnen door de Toyota Gazoo Racing #6 van Mike Conway, Kamui Kobayashi en Stéphane Sarrazin. De LMP1 privé-klasse werd gewonnen door de Rebellion Racing #13 van Alexandre Imperatori, Dominik Kraihamer en Mathéo Tuscher. De LMP2-klasse werd gewonnen door de G-Drive Racing #26 van Alex Brundle, Roman Roesinov en Will Stevens. De LMGTE Pro-klasse werd gewonnen door de Ford Chip Ganassi Team UK #67 van Andy Priaulx en Harry Tincknell. De LMGTE Am-klasse werd gewonnen door de Aston Martin Racing #98 van Paul Dalla Lana, Pedro Lamy en Mathias Lauda.

## Kwalificatie
Tijden vetgedrukt betekent de snelste tijd in die klasse.
| Pos. | Klasse     | No. | Team                      | Tijd     | Grid |
| ---- | ---------- | --- | ------------------------- | -------- | ---- |
| 1    | LMP1       | 8   | Audi Sport Team Joest     | 1:23.570 | 1    |
| 2    | LMP1       | 1   | Porsche Team              | 1:23.595 | 2    |
| 3    | LMP1       | 5   | Toyota Gazoo Racing       | 1:23.739 | 3    |
| 4    | LMP1       | 6   | Toyota Gazoo Racing       | 1:23.781 | 4    |
| 5    | LMP1       | 7   | Audi Sport Team Joest     | 1:23.856 | 5    |
| 6    | LMP1       | 2   | Porsche Team              | 1:24.134 | 6    |
| 7    | LMP1 privé | 13  | Rebellion Racing          | 1:28.837 | 7    |
| 8    | LMP1 privé | 4   | ByKolles Racing Team      | 1:29.827 | 8    |
| 9    | LMP2       | 26  | G-Drive Racing            | 1:31.698 | 9    |
| 10   | LMP2       | 36  | Signatech Alpine          | 1:31.919 | 10   |
| 11   | LMP2       | 30  | Extreme Speed Motorsports | 1:31.945 | 11   |
| 12   | LMP2       | 42  | Strakka Racing            | 1:32.007 | 12   |
| 13   | LMP2       | 43  | RGR Sport by Morand       | 1:32.128 | 13   |
| 14   | LMP2       | 44  | Manor                     | 1:32.214 | 14   |
| 15   | LMP2       | 45  | Manor                     | 1:32.536 | 15   |
| 16   | LMP2       | 31  | Extreme Speed Motorsports | 1:32.932 | 16   |
| 17   | LMP2       | 37  | SMP Racing                | 1:33.046 | 17   |
| 18   | LMP2       | 27  | SMP Racing                | 1:33.133 | 18   |
| 19   | LMP2       | 35  | Baxi DC Racing Alpine     | 1:33.472 | 19   |
| 20   | LMGTE Pro  | 66  | Ford Chip Ganassi Team UK | 1:37.681 | 20   |
| 21   | LMGTE Pro  | 67  | Ford Chip Ganassi Team UK | 1:37.725 | 21   |
| 22   | LMGTE Pro  | 71  | AF Corse                  | 1:38.010 | 22   |
| 23   | LMGTE Pro  | 51  | AF Corse                  | 1:38.103 | 23   |
| 24   | LMGTE Pro  | 95  | Aston Martin Racing       | 1:38.175 | 24   |
| 25   | LMGTE Pro  | 97  | Aston Martin Racing       | 1:38.442 | 25   |
| 26   | LMGTE Pro  | 77  | Dempsey-Proton Racing     | 1:38.910 | 26   |
| 27   | LMGTE Am   | 98  | Aston Martin Racing       | 1:39.490 | 27   |
| 28   | LMGTE Am   | 83  | AF Corse                  | 1:39.863 | 28   |
| 29   | LMGTE Am   | 50  | Larbre Compétition        | 1:39.956 | 29   |
| 30   | LMGTE Am   | 88  | Abu Dhabi-Proton Racing   | 1:40.587 | 30   |
| 31   | LMGTE Am   | 78  | KCMG                      | 1:40.834 | 31   |
| 32   | LMGTE Am   | 86  | Gulf Racing               | 1:41.734 | 32   |

## Uitslag
Winnaars in hun klasse zijn vetgedrukt; LMP1 is rood, LMP2 is blauw, LMGTE Pro is groen en LMGTE Am is oranje.
| Pos. | Klasse     | No. | Team                      | Coureurs                                                | Chassis                        | Banden | Ronden | Tijd/Reden  |
| Pos. | Klasse     | No. | Team                      | Coureurs                                                | Motor                          | Banden | Ronden | Tijd/Reden  |
| ---- | ---------- | --- | ------------------------- | ------------------------------------------------------- | ------------------------------ | ------ | ------ | ----------- |
| 1    | LMP1       | 6   | Toyota Gazoo Racing       | Mike Conway Kamui Kobayashi Stéphane Sarrazin           | Toyota TS050 Hybrid            | M      | 244    | 6:00:37.284 |
| 1    | LMP1       | 6   | Toyota Gazoo Racing       | Mike Conway Kamui Kobayashi Stéphane Sarrazin           | Toyota 2.4 L Turbo V6          | M      | 244    | 6:00:37.284 |
| 2    | LMP1       | 8   | Audi Sport Team Joest     | Loïc Duval Lucas di Grassi Oliver Jarvis                | Audi R18                       | M      | 244    | +1.439      |
| 2    | LMP1       | 8   | Audi Sport Team Joest     | Loïc Duval Lucas di Grassi Oliver Jarvis                | Audi TDI 4.0 L Turbo Diesel V6 | M      | 244    | +1.439      |
| 3    | LMP1       | 1   | Porsche Team              | Timo Bernhard Brendon Hartley Mark Webber               | Porsche 919 Hybrid             | M      | 244    | +17.339     |
| 3    | LMP1       | 1   | Porsche Team              | Timo Bernhard Brendon Hartley Mark Webber               | Porsche 2.0 L Turbo V4         | M      | 244    | +17.339     |
| 4    | LMP1       | 5   | Toyota Gazoo Racing       | Sébastien Buemi Anthony Davidson Kazuki Nakajima        | Toyota TS050 Hybrid            | M      | 244    | +53.779     |
| 4    | LMP1       | 5   | Toyota Gazoo Racing       | Sébastien Buemi Anthony Davidson Kazuki Nakajima        | Toyota 2.4 L Turbo V6          | M      | 244    | +53.779     |
| 5    | LMP1       | 2   | Porsche Team              | Romain Dumas Neel Jani Marc Lieb                        | Porsche 919 Hybrid             | M      | 243    | +1 ronde    |
| 5    | LMP1       | 2   | Porsche Team              | Romain Dumas Neel Jani Marc Lieb                        | Porsche 2.0 L Turbo V4         | M      | 243    | +1 ronde    |
| 6    | LMP1 privé | 13  | Rebellion Racing          | Alexandre Imperatori Dominik Kraihamer Mathéo Tuscher   | Rebellion R-One                | D      | 229    | +15 ronden  |
| 6    | LMP1 privé | 13  | Rebellion Racing          | Alexandre Imperatori Dominik Kraihamer Mathéo Tuscher   | AER P60 2.4 L Turbo V6         | D      | 229    | +15 ronden  |
| 7    | LMP2       | 26  | G-Drive Racing            | Alex Brundle Roman Roesinov Will Stevens                | Oreca 05                       | D      | 233    | +21 ronden  |
| 7    | LMP2       | 26  | G-Drive Racing            | Alex Brundle Roman Roesinov Will Stevens                | Nissan VK45DE 4.5 L V8         | D      | 233    | +21 ronden  |
| 8    | LMP2       | 43  | RGR Sport by Morand       | Filipe Albuquerque Ricardo González Bruno Senna         | Ligier JS P2                   | D      | 223    | +21 ronden  |
| 8    | LMP2       | 43  | RGR Sport by Morand       | Filipe Albuquerque Ricardo González Bruno Senna         | Nissan VK45DE 4.5 L V8         | D      | 223    | +21 ronden  |
| 9    | LMP2       | 36  | Signatech Alpine          | Nicolas Lapierre Gustavo Menezes Stéphane Richelmi      | Alpine A460                    | D      | 223    | +21 ronden  |
| 9    | LMP2       | 36  | Signatech Alpine          | Nicolas Lapierre Gustavo Menezes Stéphane Richelmi      | Nissan VK45DE 4.5 L V8         | D      | 223    | +21 ronden  |
| 10   | LMP2       | 30  | Extreme Speed Motorsports | Giedo van der Garde Sean Gelael Antonio Giovinazzi      | Ligier JS P2                   | D      | 223    | +21 ronden  |
| 10   | LMP2       | 30  | Extreme Speed Motorsports | Giedo van der Garde Sean Gelael Antonio Giovinazzi      | Nissan VK45DE 4.5 L V8         | D      | 223    | +21 ronden  |
| 11   | LMP2       | 31  | Extreme Speed Motorsports | Chris Cumming Ryan Dalziel Pipo Derani                  | Ligier JS P2                   | D      | 222    | +22 ronden  |
| 11   | LMP2       | 31  | Extreme Speed Motorsports | Chris Cumming Ryan Dalziel Pipo Derani                  | Nissan VK45DE 4.5 L V8         | D      | 222    | +22 ronden  |
| 12   | LMP2       | 42  | Strakka Racing            | Jonny Kane Lewis Williamson                             | Gibson 015S                    | D      | 222    | +22 ronden  |
| 12   | LMP2       | 42  | Strakka Racing            | Jonny Kane Lewis Williamson                             | Nissan VK45DE 4.5 L V8         | D      | 222    | +22 ronden  |
| 13   | LMP2       | 44  | Manor                     | Richard Bradley Roberto Merhi Matt Rao                  | Oreca 05                       | D      | 222    | +22 ronden  |
| 13   | LMP2       | 44  | Manor                     | Richard Bradley Roberto Merhi Matt Rao                  | Nissan VK45DE 4.5 L V8         | D      | 222    | +22 ronden  |
| 14   | LMP2       | 27  | SMP Racing                | Michail Aljosjin Maurizio Mediani Nicolas Minassian     | BR Engineering BR01            | D      | 222    | +22 ronden  |
| 14   | LMP2       | 27  | SMP Racing                | Michail Aljosjin Maurizio Mediani Nicolas Minassian     | Nissan VK45DE 4.5 L V8         | D      | 222    | +22 ronden  |
| 15   | LMP2       | 35  | Baxi DC Racing Alpine     | Paul-Loup Chatin David Cheng Ho-Pin Tung                | Alpine A460                    | D      | 221    | +23 ronden  |
| 15   | LMP2       | 35  | Baxi DC Racing Alpine     | Paul-Loup Chatin David Cheng Ho-Pin Tung                | Nissan VK45DE 4.5 L V8         | D      | 221    | +23 ronden  |
| 16   | LMP2       | 37  | SMP Racing                | Kirill Ladygin Vitali Petrov Viktor Shaytar             | BR Engineering BR01            | D      | 220    | +24 ronden  |
| 16   | LMP2       | 37  | SMP Racing                | Kirill Ladygin Vitali Petrov Viktor Shaytar             | Nissan VK45DE 4.5 L V8         | D      | 220    | +24 ronden  |
| 17   | LMGTE Pro  | 67  | Ford Chip Ganassi Team UK | Andy Priaulx Harry Tincknell                            | Ford GT                        | M      | 212    | +32 ronden  |
| 17   | LMGTE Pro  | 67  | Ford Chip Ganassi Team UK | Andy Priaulx Harry Tincknell                            | Ford EcoBoost 3.5 L Turbo V6   | M      | 212    | +32 ronden  |
| 18   | LMGTE Pro  | 66  | Ford Chip Ganassi Team UK | Stefan Mücke Olivier Pla                                | Ford GT                        | M      | 212    | +32 ronden  |
| 18   | LMGTE Pro  | 66  | Ford Chip Ganassi Team UK | Stefan Mücke Olivier Pla                                | Ford EcoBoost 3.5 L Turbo V6   | M      | 212    | +32 ronden  |
| 19   | LMGTE Pro  | 51  | AF Corse                  | Gianmaria Bruni James Calado                            | Ferrari 488 GTE                | M      | 212    | +32 ronden  |
| 19   | LMGTE Pro  | 51  | AF Corse                  | Gianmaria Bruni James Calado                            | Ferrari F154CB 4.0 L Turbo V8  | M      | 212    | +32 ronden  |
| 20   | LMGTE Pro  | 71  | AF Corse                  | Sam Bird Davide Rigon                                   | Ferrari 488 GTE                | M      | 212    | +32 ronden  |
| 20   | LMGTE Pro  | 71  | AF Corse                  | Sam Bird Davide Rigon                                   | Ferrari F154CB 3.9 L Turbo V8  | M      | 212    | +32 ronden  |
| 21   | LMGTE Pro  | 95  | Aston Martin Racing       | Marco Sørensen Nicki Thiim                              | Aston Martin Vantage GTE       | D      | 211    | +33 ronden  |
| 21   | LMGTE Pro  | 95  | Aston Martin Racing       | Marco Sørensen Nicki Thiim                              | Aston Martin 4.5 L Turbo V8    | D      | 211    | +33 ronden  |
| 22   | LMGTE Pro  | 97  | Aston Martin Racing       | Richie Stanaway Darren Turner                           | Aston Martin Vantage GTE       | D      | 211    | +33 ronden  |
| 22   | LMGTE Pro  | 97  | Aston Martin Racing       | Richie Stanaway Darren Turner                           | Aston Martin 4.5 L Turbo V8    | D      | 211    | +33 ronden  |
| 23   | LMGTE Pro  | 77  | Dempsey-Proton Racing     | Michael Christensen Richard Lietz                       | Porsche 911 RSR                | M      | 210    | +34 ronden  |
| 23   | LMGTE Pro  | 77  | Dempsey-Proton Racing     | Michael Christensen Richard Lietz                       | Porsche 4.0 L Flat-6           | M      | 210    | +34 ronden  |
| 24   | LMGTE Am   | 98  | Aston Martin Racing       | Paul Dalla Lana Pedro Lamy Mathias Lauda                | Aston Martin Vantage GTE       | M      | 208    | +36 ronden  |
| 24   | LMGTE Am   | 98  | Aston Martin Racing       | Paul Dalla Lana Pedro Lamy Mathias Lauda                | Aston Martin 4.5 L V8          | M      | 208    | +36 ronden  |
| 25   | LMGTE Am   | 83  | AF Corse                  | Rui Águas Emmanuel Collard François Perrodo             | Ferrari 458 Italia GT2         | M      | 207    | +37 ronden  |
| 25   | LMGTE Am   | 83  | AF Corse                  | Rui Águas Emmanuel Collard François Perrodo             | Ferrari 4.5 L V8               | M      | 207    | +37 ronden  |
| 26   | LMGTE Am   | 78  | KCMG                      | Joël Camathias Wolf Henzler Christian Ried              | Porsche 911 RSR                | M      | 206    | +38 ronden  |
| 26   | LMGTE Am   | 78  | KCMG                      | Joël Camathias Wolf Henzler Christian Ried              | Porsche 4.0 L Flat-6           | M      | 206    | +38 ronden  |
| 27   | LMGTE Am   | 86  | Gulf Racing               | Ben Barker Adam Carroll Michael Wainwright              | Porsche 911 RSR                | M      | 205    | +39 ronden  |
| 27   | LMGTE Am   | 86  | Gulf Racing               | Ben Barker Adam Carroll Michael Wainwright              | Porsche 4.0 L Flat-6           | M      | 205    | +39 ronden  |
| 28   | LMGTE Am   | 88  | Abu Dhabi-Proton Racing   | David Heinemeier Hansson Patrick Long Khaled Al Qubaisi | Porsche 911 RSR                | M      | 200    | +44 ronden  |
| 28   | LMGTE Am   | 88  | Abu Dhabi-Proton Racing   | David Heinemeier Hansson Patrick Long Khaled Al Qubaisi | Porsche 4.0 L Flat-6           | M      | 200    | +44 ronden  |
| 29   | LMP2       | 45  | Manor                     | Tor Graves Alex Lynn Shinji Nakano                      | Oreca 05                       | D      | 190    | +54 ronden  |
| 29   | LMP2       | 45  | Manor                     | Tor Graves Alex Lynn Shinji Nakano                      | Nissan VK45DE 4.5 L V8         | D      | 190    | +54 ronden  |
| 30   | LMGTE Am   | 50  | Larbre Compétition        | Pierre Ragues Ricky Taylor Yutaka Yamagishi             | Chevrolet Corvette C7.R        | M      | 147    | +97 ronden  |
| 30   | LMGTE Am   | 50  | Larbre Compétition        | Pierre Ragues Ricky Taylor Yutaka Yamagishi             | Chevrolet LT5.5 5.5 L V8       | M      | 147    | +97 ronden  |
| DNF  | LMP1 privé | 4   | ByKolles Racing Team      | Pierre Kaffer Simon Trummer Oliver Webb                 | CLM P1/01                      | D      | 79     | Uitgevallen |
| DNF  | LMP1 privé | 4   | ByKolles Racing Team      | Pierre Kaffer Simon Trummer Oliver Webb                 | AER P60 2.4 L Turbo V6         | D      | 79     | Uitgevallen |
| DNF  | LMP1       | 7   | Audi Sport Team Joest     | Marcel Fässler André Lotterer Benoît Tréluyer           | Audi R18                       | M      | 36     | Uitgevallen |
| DNF  | LMP1       | 7   | Audi Sport Team Joest     | Marcel Fässler André Lotterer Benoît Tréluyer           | Audi TDI 4.0 L Turbo Diesel V6 | M      | 36     | Uitgevallen |

## Tussenstanden na wedstrijd
LMP (coureurs)
| Pos | Coureur                                       | Punten |
| --- | --------------------------------------------- | ------ |
| 1   | Romain Dumas Neel Jani Marc Lieb              | 140    |
| 2   | Mike Conway Kamui Kobayashi Stéphane Sarrazin | 117    |
| 3   | Loïc Duval Lucas di Grassi Oliver Jarvis      | 111,5  |
| 4   | Timo Bernhard Brendon Hartley Mark Webber     | 93,5   |
| 5   | Marcel Fässler André Lotterer                 | 78     |

LMP1 (constructeurs)
| Pos | Team    | Punten |
| --- | ------- | ------ |
| 1   | Porsche | 263    |
| 2   | Audi    | 204    |
| 3   | Toyota  | 174    |

GTE (coureurs)
| Pos | Coureur                      | Punten |
| --- | ---------------------------- | ------ |
| 1   | Marco Sørensen Nicki Thiim   | 119    |
| 2   | Sam Bird Davide Rigon        | 109    |
| 3   | Darren Turner                | 104    |
| 4   | Gianmaria Bruni James Calado | 95     |
| 5   | Stefan Mücke Olivier Pla     | 92     |

GTE (constructeurs)
| Pos | Constructeur | Punten |
| --- | ------------ | ------ |
| 1   | Ferrari      | 236    |
| 2   | Aston Martin | 233    |
| 3   | Ford         | 177,5  |
| 4   | Porsche      | 103    |

GT Pro (teams)
| Pos | Nr | Team                      | Punten |
| --- | -- | ------------------------- | ------ |
| 1   | 95 | Aston Martin Racing       | 119    |
| 2   | 71 | AF Corse                  | 109    |
| 3   | 66 | Ford Chip Ganassi Team UK | 103    |
| 4   | 67 | Ford Chip Ganassi Team UK | 103    |
| 5   | 97 | Aston Martin Racing       | 98     |

LMP1 privé (coureurs)
| Pos | Coureur                                               | Punten |
| --- | ----------------------------------------------------- | ------ |
| 1   | Alexandre Imperatori Dominik Kraihamer Mathéo Tuscher | 150    |
| 2   | Nick Heidfeld Nicolas Prost                           | 104    |
| 3   | Nelson Piquet jr.                                     | 86     |
| 4   | Simon Trummer Oliver Webb                             | 66     |
| 5   | James Rossiter                                        | 30     |

LMP1 privé (teams)
| Pos | Nr | Team                 | Punten |
| --- | -- | -------------------- | ------ |
| 1   | 13 | Rebellion Racing     | 150    |
| 2   | 12 | Rebellion Racing     | 104    |
| 3   | 4  | ByKolles Racing Team | 66     |

LMP2 (coureurs)
| Pos | Coureur                                            | Punten |
| --- | -------------------------------------------------- | ------ |
| 1   | Nicolas Lapierre Gustavo Menezes Stéphane Richelmi | 171    |
| 2   | Filipe Albuquerque Ricardo González Bruno Senna    | 133    |
| 3   | Roman Roesinov                                     | 112    |
| 4   | Chris Cumming Ryan Dalziel Pipo Derani             | 94     |
| 5   | René Rast                                          | 86     |

LMP2 (teams)
| Pos | Nr | Team                      | Punten |
| --- | -- | ------------------------- | ------ |
| 1   | 36 | Signatech Alpine          | 171    |
| 2   | 43 | RGR Sport by Morand       | 136    |
| 3   | 26 | G-Drive Racing            | 114    |
| 4   | 31 | Extreme Speed Motorsports | 94     |
| 5   | 42 | Strakka Racing            | 66     |

GTE Am (coureurs)
| Pos | Coureur                                     | Punten |
| --- | ------------------------------------------- | ------ |
| 1   | Rui Águas Emmanuel Collard François Perrodo | 155    |
| 2   | Paul Dalla Lana Pedro Lamy Mathias Lauda    | 122    |
| 3   | David Heinemeier Hansson Khaled Al Qubaisi  | 114    |
| 4   | Patrick Long                                | 93     |
| 5   | Joël Camathias Wolf Henzler Christian Ried  | 88     |

GTE Am (teams)
| Pos | Nr | Team                    | Punten |
| --- | -- | ----------------------- | ------ |
| 1   | 83 | AF Corse                | 155    |
| 2   | 98 | Aston Martin Racing     | 122    |
| 3   | 88 | Abu Dhabi-Proton Racing | 114    |
| 4   | 50 | Larbre Compétition      | 92     |
| 5   | 78 | KCMG                    | 92     |